# Чеботарь, Серафима Александровна
Серафи́ма Алекса́ндровна Чебота́рь (род. 3 августа 1975 года, Москва) — российская журналистка, очеркистка и писательница.

## Биография
Отец — Чеботарь Александр Мирчевич, мать — Ушакова Надежда Борисовна.
Внучка Б.С. Ушакова, советского государственного деятеля.
Окончила московскую среднюю школу № 45 в 1992 году. В том же году поступила на филологическое отделение историко-филологического факультета Российского государственного гуманитарного университета (РГГУ). В 2001 году на кафедре сравнительной истории литературы защитила диплом по теме «Персонажи Шекспира в русской прозе второй половины XIX века».

## Карьера
Свою профессиональную карьеру начала с работы журналистом в газете «Провинциальная хроника» в 1996 году. В 1997 стала публиковаться в журнале «Театральный дневник». Некоторое время занималась переводами с английского для издательства «ОЛМА-Пресс».
В 2001—2007 годах работала в должности старшего преподавателя в Славянском деловом институте (СДИ), где преподавала английский язык. Одновременно с этим, сначала в соавторстве с другом своего отца Виталием Вульфом, а с 2006 г. — самостоятельно, начала работать в жанре биографического очерка: журналы «Ностальгия» (2004—2007 гг.), «Личности» (Украина, 2006—2007 гг.). С 2001 по 2010 г. вела рубрику «Кумиры. Легенды» в русском издании журнала «L’Officiel».
Писательскую деятельность начала книгой «Женское лицо России», написанной в соавторстве с В. Вульфом, в 2005 году. Основу книги составили переработанные статьи об известных русских женщинах, выходившие ранее в русском издании журнала «L’Officiel». В дальнейшем принимала участие в работе над многими биографическими сборниками, вышедшими в России и на Украине общим тиражом более 150 000 экземпляров.
В 2013 году Серафима Чеботарь была приглашена прочесть на Факультете Журналистики Московского государственного университета курс лекций «Иконы стиля XX века» в рамках модуля «Мода и образ жизни в СМИ», возглавляемого экспертом моды Эвелиной Хромченко.
В настоящее время Серафима Чеботарь является автором трёх биографических сборников и соавтором ещё двух десятков, большая часть из которых написана вместе с Виталием Вульфом.
Живёт и работает в Москве.

## Личная жизнь
Замужем вторым браком. Воспитывает троих детей.